# Восточный шерстистый лемур
Восточный шерстистый лемур (лат. Avahi laniger) — примат из семейства индриевых. Эндемик Мадагаскара. Обитает во влажных лесах восточного Мадагаскара. Вес от 1 до 1,3 кг, длина тела от 27 до 29 см, длина хвоста от 33 до 37 см. Рацион состоит в основном из листьев. Восточный шерстистый лемур живёт моногамными парами вместе со своим потомством. Ночное животное. В течение дня обычно спит на нижних ветвях деревьев. В помёте один детёныш, роды проходят в августе или сентябре.